# Alexander Haugg
Alexander Christopher Haugg (* 31. August 1968 in Hamburg) ist ein deutscher Schauspieler, der durch die ARD-Fernsehserie Gegen den Wind bekannt wurde.
Haugg absolvierte in seiner Geburtsstadt Hamburg eine Schauspielausbildung bei Margot Höpfner. Nach erfolgreichem Abschluss spielte er an den Badischen Kammerspielen und am Badischen Staatstheater in Karlsruhe.
Anschließend kamen Engagements in Paderborn an den Westfälischen Kammerspielen, in Lübeck am Stadttheater und in Hamburg am Altonaer Theater und am Komödie Winterhuder Fährhaus.
Alexander Haugg lebt seit 2003 in Berlin und gehörte dort zum Ensemble des Schauspiels Neukölln im Saalbau Neukölln. Seit 2010 gehört er fest zum Ensemble des Berliner Volkstheaters Varianta in Spandau. Dort gehört er auch zum Ensemble des hauseigenen Kabarett-Brett’l. Seit 2011 läuft das Programm „Hart aber unfair – Zur Schieflage der Nation“. Das aktuelle Programm heißt „Komische Tragödien – Tragische Komödien“.
Daneben war er in einigen Serien zu sehen, wie beispielsweise Gute Zeiten, schlechte Zeiten und Heiter bis tödlich: Morden im Norden. In Gegen den Wind spielte er zwei Jahre von 1995 bis 1996 in der Hauptbesetzung die Rolle des Knut.
Im Juli 2014 spielte er in Rosa von Praunheims Film „Härte“.

## Theater (Auswahl)
- Badische Kammerspiele, Emmendingen
- Badisches Staatstheater Karlsruhe
- Westfälische Kammerspiele Paderborn
- Theater Lübeck
- Altonaer Theater
- Komödie Winterhuder Fährhaus
- Schauspiel Neukölln
- Berliner Volkstheater Varianta

## Fernsehen/Kino (Auswahl)
- Härte (Kinofilm)
- Morden im Norden (ARD)
- Gute Zeiten – Schlechte Zeiten (RTL)
- Beate Uhse – Freiheit für die Liebe (Fernsehfilm, ZDF)
- Siebenstein (ZDF)
- Rosa’s Höllenfahrt (Fernsehfilm, RBB)
- Klinik am Alex (Sat1)
- Der neue Tag (Kurzfilm, RBB)
- Liebesticket nach Hause (Fernsehfilm, Sat1)
- Pretty Mama (Fernsehfilm, ZDF)
- Post Mortem (RTL)
- Wenn der Mond platzt (Kinofilm)
- Evelyn Hamans Geschichten aus dem Leben (ZDF)
- Adelheid und ihre Mörder (ARD)
- Gegen den Wind (ARD)
- Guppies zum Tee (ZDF)
- Großstadtrevier